# Saison 6 de Degrassi : La Nouvelle Génération
Chronologie
Saison 5 Saison 7
Cet article présente le guide de la sixième saison de la série télévisée Degrassi : La Nouvelle Génération.

## Épisode 1:Jour de rentrée[1/2]
- Canada : 28 novembre 2006
- Québec : 4 juin 2008 sur VRAK.TV[1]

## Épisode 2:Jour de rentrée[2/2]
- Canada : 28 novembre 2006
- Québec : 5 juin 2008 sur VRAK.TV

## Épisode 3:Injustice
- Canada : 5 décembre 2006
- Québec : 5 juin 2008 sur VRAK.TV

## Épisode 4:Faux Espoirs
- Canada : 5 décembre 2006
- Québec : 6 juin 2008 sur VRAK.TV

Devenu handicapé depuis la fusillade, Jimmy n'arrive plus à avoir d'érection. Ashley essaye alors de lui donner un petit coup de pouce mais rien n'y fait. Il décide donc d'aller consulter un médecin afin de remédier à ce problème.
Quant à Darcy, elle est la capitaine de l'équipe de Pom Pom girls. Manny est la chorégraphe et toutes les deux trouvent en Mia la perle rare pour leur équipe.

## Épisode 5:Photos compromettantes[1/2]
- Canada : 12 décembre 2006
- Québec : 6 juin 2008 sur VRAK.TV

Darcy veut changer son image et elle publie sur son blog des photos un peu plus sexys et un admirateur, (ancien ami de Peter) lui laisse des messages.
Comme Darcy apprend qu'il a de l'argent, du coup, elle met les photos sur son blog et l'admirateur en question lui envoie de l'argent. Ainsi, elle peut acheter de nouveaux uniformes à l'équipe de Pom Pom Girls. 
Peter est très surveillé par sa mère.

## Épisode 6:Photos compromettantes[2/2]
- Canada : 12 décembre 2006
- Québec : 9 juin 2008 sur VRAK.TV

## Épisode 7:Le Sens des affaires
- Canada : 19 décembre 2006
- Québec : 9 juin 2008 sur VRAK.TV

## Épisode 8:Personne n'est parfait
- Canada : 19 décembre 2006
- Québec : 10 juin 2008 sur VRAK.TV

## Épisode 9:Le Retour de Craig[1/2]
- Canada : 2 janvier 2007
- Québec : 10 juin 2008 sur VRAK.TV

## Épisode 10:Le Retour de Craig[2/2]
- Canada : 2 janvier 2007
- Québec : 11 juin 2008 sur VRAK.TV

## Épisode 11:Une nuit de folie
- Canada : 9 janvier 2007
- Québec : 11 juin 2008 sur VRAK.TV

## Épisode 12:Le Dernier Aveu de JT
- Canada : 9 janvier 2007
- Québec : 12 juin 2008 sur VRAK.TV

## Épisode 13:Séparations
- Canada : 9 avril 2007
- Québec : 12 juin 2008 sur VRAK.TV

## Épisode 14:Chute libre[1/2]
- Canada : 28 mars 2007
- Québec : 13 juin 2008 sur VRAK.TV

## Épisode 15:Chute libre[2/2]
- Canada : 4 avril 2007
- Québec : 13 juin 2008 sur VRAK.TV

## Épisode 16:L'Amour, toujours l'amour
- Canada : 16 avril 2007
- Québec : 16 juin 2008 sur VRAK.TV

## Épisode 17:Du virtuel au réel
- Canada : 23 avril 2007
- Québec : 16 juin 2008 sur VRAK.TV

## Épisode 18:Le Bar d'à côté[1/2]
- Canada : 7 mai 2007
- Québec : 17 juin 2008 sur VRAK.TV

## Épisode 19:Le Bar d'à côté[2/2]
- Canada : 14 mai 2007
- Québec : 17 juin 2008 sur VRAK.TV

## DVD
Le DVD de la sixième saison est paru le 27 mai 2008 au Canada et aux États-Unis.